# آنتونی دبلیو انگلند
آنتونی واین انگلند (به انگلیسی: Anthony Wayne England) فضانورد اهل کشور ایالات متحده آمریکا است که در ۱۵ مهٔ ۱۹۴۲ میلادی در ایندیاناپولیس زاده شد. وی در مأموریت اس‌تی‌اس-۵۱-اف حضور داشته است.